# Stora moskén i Amedi

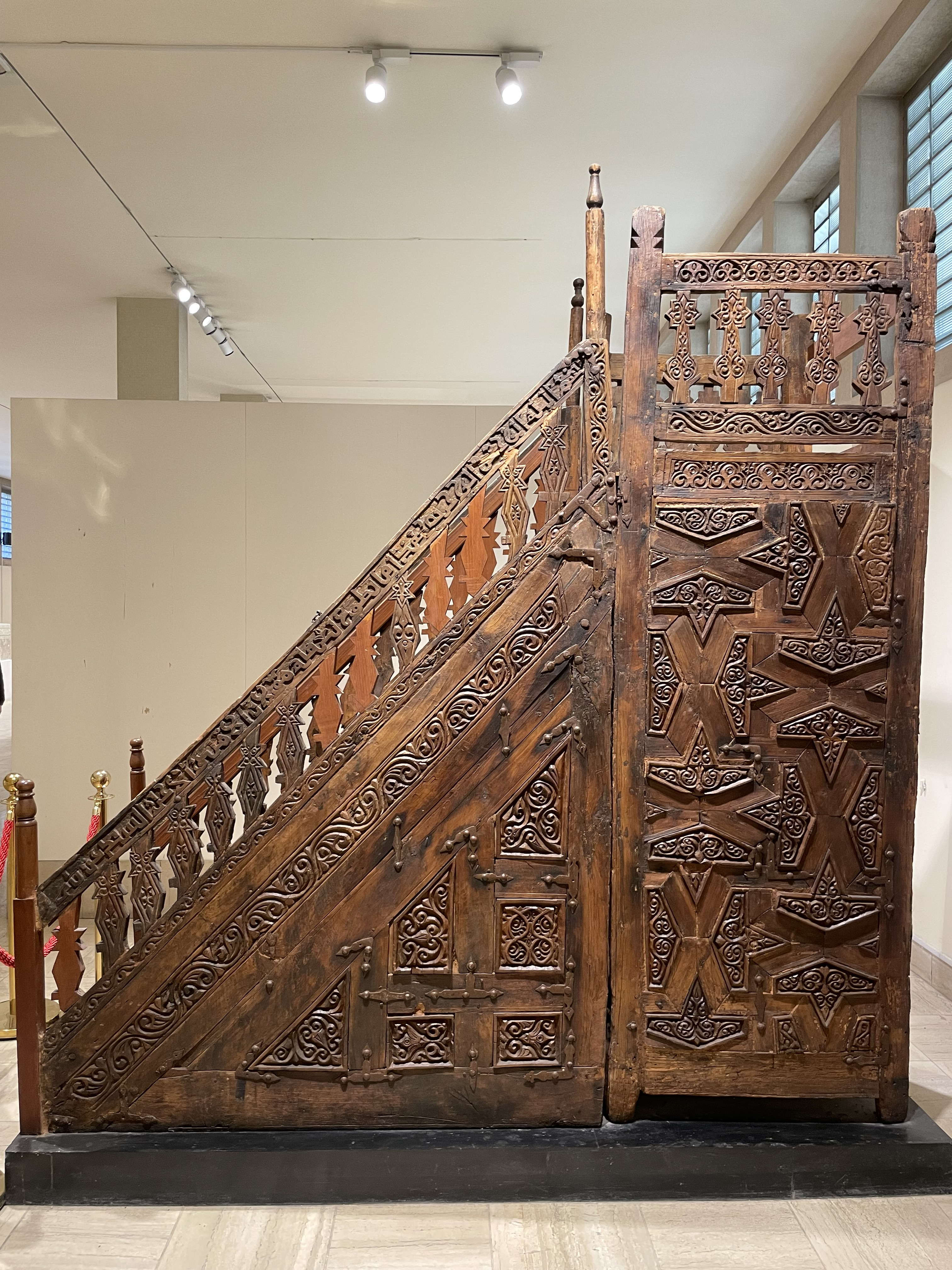
Minbar från den stora moskén i Amedi, förvarad på Iraks nationalmuseum

Stora moskén i Amedi (arabiska: جامع العمادية الكبير, kurdiska: مزگەفتی گەورەی ئامێدی) är en moské i staden Amedi, irakiska Kurdistan. Den grundades år 1177 under abbasidernas tid och har genomgått flera omfattande renoveringar sedan dess.

## Historia

### Föregångare
Byggnaden tros ligga på en plats där tidigare legat ett förkristet tempel, vilket antyds av platsens läge och att golvnivån ligger över en meter under dagens marknivå. Denna helgedom omvandlades först till en kyrka (Sankt Görans kyrka) och därefter på 1100-talet till moské. Flera delar av den tidigare kyrkans arkitektur finns fortfarande kvar, såsom mittskepp, arkadbågar och sidoskepp, vilka är orienterade i en annan riktning än mot Mecka.

### Moskén och minareten
Föremål från den äldsta moskén finns bevarade på Iraks nationalmuseum, närmare bestämt en minbar i trä (se bild) daterad till 1100-talet och en träport från 1200-talet. Det antas att den tidiga moskén låg på nuvarande plats, även om inga konkreta bevis finns. Den nuvarande moskébyggnaden är resultatet av en omfattande restaurering under 1900-talet, och vittnesmål från 1840-talet beskrev moskén redan då som ”förfallen”.
Moskéns minaret är 33 meter hög och uppfördes under 1500-talet av emiren av Emiratet Badinan Sultan Hussein Wali (regent 1534–1570). Inuti finns en spiraltrappa som leder hela vägen upp till toppen. Minareten jämförs ofta med den vid Stora moskén al-Nuri i Mosul, eftersom de har liknande byggnadsår och delar vissa kännetecken – som en kvadratisk grund och en cylindrisk form. År 1961 träffades minareten vid flyganfall från den irakiska regeringen, vilket förstörde toppen av minareten. Den återuppbyggdes senare med samma ursprungliga stenar.
Moskén har en historisk madrassa som en gång var den största utbildningsinstitutionen i staden. I madrasan undervisades det i religiösa ämnen, bland annat fiqh (islamisk rättslära) och arabiska. I byggnadens södra del ligger själva moskén med valvbågar och kupol, samt ett bibliotek med skrifter relaterade till fiqh.
Moskékomplexet rymmer ett harem och flera kupoler byggda av gips, lera och sten. Haremet är uppdelat i två delar: en övre sektion som byggdes av sultan Hussein och en nedre som numera fungerar som bönerum för kvinnor. Hela moskén täcker en yta på 2 000 kvadratmeter och har plats för upp till 300 bedjande.